# Sidermar
La Sidermar è stata una compagnia di navigazione italiana con sede a Genova, specializzata in carboniere e trasporto di materiali siderurgici.
La compagnia faceva parte del gruppo Finmare, dipendente dall'IRI, l'Istituto per la Ricostruzione Industriale.

## Storia
Nel 1936 l'I.R.I. costituì, in seguito al Regio Decreto 2082, le cosiddette società P.I.N.(Preminente Interesse Nazionale): Tirrenia con sede a Napoli, Italia a Genova, Adriatica a Venezia e Lloyd Triestino a Trieste. Come conseguenza dello stesso decreto venne anche fondata la Società Finanziaria Marittima (Finmare).
Nel 1956 venne fondata a Genova la Sidermar, con il fine di sviluppare il trasporto dei materiali siderurgici e del minerale di ferro. Scopo della compagnia era di approvvigionare le acciaierie Italsider di Cornigliano (Ge), Piombino, Napoli e Taranto, di carbone e minerale di ferro e di esportare i prodotti finiti, come coils (rotoli di lamiere) e tubi di acciaio. Si importava carbone prevalentemente dalla Polonia e dalla Ucraina e ferro dalla Norvegia, dall'Algeria e perfino dall'India. La Sidermar esportava prodotti siderurgici ovunque, comprese la Gran Bretagna, la Libia, la Bulgaria e l'Iran. Nel periodo di massima espansione, alla fine degli anni '70, contava nel suo organico ben 700 naviganti.
Nel periodo di massima espansione, attorno al 1975, contava ben 25 unità, dalle 5.000 alle 250.000 tonnellate di portata, e circa 700 uomini imbarcati.
Leader italiano dei trasporti via mare di carbone, minerale di ferro e prodotti siderurgici, la Sidermar cessò le sue attività nel 1995, cedendo le sue 14 navi a privati e venne fusa con il Lloyd Triestino.